# إيتالو فيريرا
إيتالو فيريرا (بالبرتغالية: Ítalo Ferreira‏) هو متركمج برازيلي، ولد في 6 مايو 1994 في Baía Formosa ‏ في البرازيل.

## وصلات خارجية
- إيتالو فيريرا على موقع الرابطة العالمية لركوب الأمواج (الإنجليزية)
- إيتالو فيريرا على موقع EncyclopediaOfSurfing.com (الإنجليزية)
- إيتالو فيريرا على موقع اللجنة الأولمبية الدولية (الإنجليزية)
- إيتالو فيريرا على موقع أوليمبيديا (الإنجليزية)
- إيتالو فيريرا على موقع اللجنة الأولمبية البرازيلية (البرتغالية)